# Natação artística no Campeonato Europeu de Esportes Aquáticos de 2022 - Rotina técnica equipes
A prova da rotina técnica equipes da natação artística no Campeonato Europeu de Esportes Aquáticos de 2022 ocorreu no dia 11 de agosto no Foro Italico, em Roma na Itália.

## Calendário
| Fase  | Data         | Hora  |
| ----- | ------------ | ----- |
| Final | 11 de agosto | 15:00 |

Todos os horários estão no horário local (UTC+1)

## Medalhistas
| Ouro | Prata | Bronze |
| Ucrânia · Maryna Aleksiiva · Vladyslava Aleksiiva · Olesia Derevianchenko · Marta Fiedina · Veronika Hryshko · Anhelina Ovchynnikova · Anastasiia Shmonina · Valeriya Tyshchenko | Itália · Domiziana Cavanna · Linda Cerruti · Costanza Di Camillo · Costanza Ferro · Gemma Galli · Marta Iacoacci · Marta Murru · Enrica Piccoli | França · Ambre Esnault · Laura Gonzalez · Mayssa Guermoud · Oriane Jaillardon · Maureen Jenkins · Romane Lunel · Eve Planeix · Charlotte Tremble |

## Resultado final
Esse foi o resultado da final.
| Pos.              | Nacionalidade | Nadadoras | Pontos  |
| ----------------- | ------------- | --- | ------- |
| Medalha de ouro   | Ucrânia       | Maryna Aleksiiva Vladyslava Aleksiiva Olesia Derevianchenko Marta Fiedina Veronika Hryshko Anhelina Ovchynnikova Anastasiia Shmonina Valeriya Tyshchenko   | 92.5106 |
| Medalha de prata  | Itália        | Domiziana Cavanna Linda Cerruti Costanza Di Camillo Costanza Ferro Gemma Galli Marta Iacoacci Marta Murru Enrica Piccoli                                   | 90.3772 |
| Medalha de bronze | França        | Ambre Esnault Laura Gonzalez Mayssa Guermoud Oriane Jaillardon Maureen Jenkins Romane Lunel Eve Planeix Charlotte Tremble                                  | 88.0093 |
| 4                 | Grécia        | Maria Alzigkouzi Kominea Eleni Fragkaki Krystalenia Gialama Danai Kariori Ifigeneia Krommydaki Sofia Malkogeorgou Andriana Misikevych Maria Karapanagiotou | 87.1274 |
| 5                 | Israel        | Shelly Bobritsky Maya Dorf Noy Gazala Catherine Kunin Nikol Nahshonov Ariel Nassee Polina Prikazchikova Shani Sharaizin                                    | 82.9956 |
| 6                 | Reino Unido   | Isabelle Thorpe Kate Shortman Daniella Lloyd Laura Turberville Isobel Blinkhorn Robyn Swatman Isobel Davies Millicent Costello                             | 81.4116 |
| 7                 | Suíça         | Ilona Fahrni Emma Grosvenor Ladina Lippuner Milla Morel Sofie Müntener Babou Schupbach Alicia Semon Fanny Semon                                            | 81.2375 |
| 8                 | Sérvia        | Milica Đurašinović Sofija Džipković Marta Jovanović Jelena Kontić Deana Manojlović Sara Stojanović                                                         | 70.1633 |